# 八戸市立新井田小学校
八戸市立新井田小学校（はちのへしりつにいだしょうがっこう）は、青森県八戸市大字新井田にある公立小学校。

## 沿革
- 1876年（明治9年）10月29日 - 対泉院を仮校舎として借用し、新井田小学発足。
- 1877年（明治10年）4月 - 新井田字坂の地に校舎新築移転。
- 1886年（明治19年） - 新井田尋常小学校と改称し、簡易科設置。
- 1889年（明治22年）4月 - 十日市分校設置。
- 1902年（明治35年）
  - 7月18日 - 十日市分校は、松館尋常小学校の分教場となる。
  - 10月6日 - 高等小学校を併置し、新井田尋常高等小学校と改称。同時に、新校舎落成移転。
- 1926年（大正15年）6月30日 - 十日市分教場が、再び新井田尋常高等小学校の分教場となる。
- 1928年（昭和3年）5月16日 - 大館村大字新井田字館平20番地（現在地）に校舎改築落成。
- 1935年（昭和10年）3月31日 - 十日市分教場廃止。
- 1941年（昭和16年）4月1日 - 国民学校令により、新井田国民学校と改称。
- 1947年（昭和22年）4月1日 - 学制改革により、大館村立新井田小学校と改称。同日、大館中学校を併設し、高等科生を中学校に移籍。
- 1954年（昭和29年）4月29日 - 大館中学校校舎新築落成移転。
- 1958年（昭和33年）9月10日 - 大館村の八戸市への合併により、八戸市立新井田小学校と改称。
- 1976年（昭和51年）10月31日 - 創立100周年記念式典挙行。
- 2006年（平成18年）10月27日 - 創立130周年記念式典挙行。
- 2016年（平成28年）10月29日 - 創立140周年記念式典挙行。

## 児童数
| 学年 | 1年 | 2年 | 3年 | 4年 | 5年 | 6年 | 特別支援    | 合計 |
| ---- | --- | --- | --- | --- | --- | --- | ----------- | ---- |
| 学級 | 4   | 3   | 4   | 4   | 3   | 3   | 3           | 24   |
| 生徒 | 101 | 93  | 105 | 104 | 114 | 98  | 20 （内数） | 615  |

- 2020年（令和2年）5月1日時点[1]

## 通学区域
- 横町、館下、山道、中町、寺分、塩入、妙、妙団地、野場、花生、松館、東十日市、西十日市、新井田団地、見晴台、第一寺分、第二寺分、第三寺分、南野場、新井田西[2]
- これは、八戸市立大館中学校の学区と同じ。

## アクセス
- 八戸市営バス・南部バス「大館中学校前」バス停から、徒歩約315m・約5分（バス停から学校敷地までは約140mと近いが、校門の位置関係で遠回りとなる）。

## 学校周辺
- 大館児童館
- なかざわスポーツクリニック
- 青森県道139号差波新井田線
- 八戸市立大館中学校
- 八幡宮
- 松館川
  - 新井田川

## 参考資料
- 『青森県教育史 別巻』（青森県教育委員会・1973年12月20日発行）「学校沿革 小学校」725頁～726頁「新井田小学校」